# Thompsonirhinus nebulosus
Thompsonirhinus nebulosus là một loài bọ cánh cứng trong họ Rhynchitidae. Loài này được Thunberg miêu tả khoa học năm 1815.